# Liste des suites de longs métrages d'animation produits par les Studios Disney
| Longs métrages sources                                        | Suites produites |  |
| ------------------------------------------------------------- | --- |  |
| Fantasia (1940)                                               | • Fantasia 2000 (1999) |  |
| Bambi (1942)                                                  | • Bambi 2 (2006) |  |
| Cendrillon (1950)                                             | • Cendrillon 2 : Une vie de princesse (2002) • Le Sortilège de Cendrillon (2007) |  |
| Peter Pan (1953)                                              | • Peter Pan 2 : Retour au Pays Imaginaire (2002) |  |
| La Belle et le Clochard (1955)                                | • La Belle et le Clochard 2 (2001) |  |
| Les 101 Dalmatiens (1961)                                     | • Les 101 Dalmatiens 2 : Sur la trace des héros (2002) |  |
| Mary Poppins (1964)                                           | • Le Retour de Mary Poppins (2018) |  |
| Livre de la jungle (1967)                                     | • Le Livre de la jungle 2 (2003) |  |
| Les Aventures de Bernard et Bianca (1977)                     | • Bernard et Bianca au pays des kangourous (1990) |  |
| Les Aventures de Winnie l'ourson (1977)                       | • Winnie l'ourson 2 : Le Grand Voyage (1997) • Les Aventures de Tigrou (2000) • Les Aventures de Porcinet (2003) • Les Aventures de Petit Gourou (2004) • Winnie l'ourson et l'Éfélant (2005) • Jean-Christophe et Winnie (2018) |  |
| Rox et Rouky (1981)                                           | • Rox et Rouky 2 (2006) |  |
| La Petite Sirène (1989)                                       | • La Petite Sirène 2 : Retour à l'océan (2000) • Le Secret de la Petite Sirène (2008) |  |
| La Belle et la Bête (1991)                                    | • La Belle et la Bête 2 : Le Noël enchanté (1997) • Le Monde magique de la Belle et la Bête (1998) |  |
| Aladdin (1992)                                                | • Le Retour de Jafar (1994) • Aladdin et le Roi des voleurs (1996) |  |
| Le Roi lion (1994)                                            | • Le Roi lion 2 : L'Honneur de la tribu (1998) • Le Roi lion 3 : Hakuna Matata (2004) |  |
| Dingo et Max (1995)                                           | • Dingo et Max 2 : Les Sportifs de l'extrême (2000) |  |
| Pocahontas, une légende indienne (1995)                       | • Pocahontas 2 : Un monde nouveau (1998) |  |
| Toy Story (1995)                                              | • Toy Story 2 (1999) • Toy Story 3 (2010) • Toy Story 4 (2019) |  |
| Le Bossu de Notre-Dame (1996)                                 | • Le Bossu de Notre-Dame 2 : Le Secret de Quasimodo (2002) |  |
| Hercule (1997)                                                | • Hercules : Zero to Hero (1999) |  |
| Mulan (1998)                                                  | • Mulan 2 : La Mission de l'Empereur (2004) |  |
| Tarzan (1999)                                                 | • Tarzan 2 (2005) • La Légende de Tarzan et Jane (2002) |  |
| Mickey, il était une fois Noël (1999)                         | • Mickey, il était deux fois Noël (2004) |  |
| Kuzco, l'empereur mégalo (2000)                               | • Kuzco 2 : King Kronk (2005) |  |
| La Cour de récré : Vive les vacances ! (2001)                 | • La Cour de récré : Rentrée en classe supérieure (2003) |  |
| Atlantide L'empire Perdu (2001)                               | • Les Enigmes De L'atlantide (2003) |  |
| Monstres et Cie (2001)                                        | • Monstres Academy (2013) |  |
| Lilo et Stitch (2002)                                         | • Lilo et Stitch 2 : Hawaï, nous avons un problème! (2005) • Stitch ! le film (2003) • Leroy et Stitch (2006) |  |
| Le Monde de Nemo (2003)                                       | • Le Monde de Dory (2016) |  |
| Frère des ours (2003)                                         | • Frère des ours 2 (2006) |  |
| Les Indestructibles (2004)                                    | • Les Indestructibles 2 (2018) |  |
| Cars (2006)                                                   | • Cars 2 (2011) • Cars 3 (2017) |  |
| La Fée Clochette (2008)                                       | • Clochette et la Pierre de lune (2009) • Clochette et l'Expédition féerique (2010) • Clochette et le Secret des fées (2012) • Clochette et la Fée pirate (2014) • Clochette et la Créature légendaire (2015)                    |  |
| Phinéas et Ferb, le film : Voyage dans la 2e dimension (2011) | • Phinéas et Ferb, le film : Candice face à l'univers (2020) |  |
| Les Mondes de Ralph (2012)                                    | • Ralph 2.0 (2018) |  |
| Planes (2013)                                                 | • Planes 2 (2014) |  |
| La Reine des neiges (2013)                                    | • La Reine des neiges 2 (2019) |  |
| Vice-versa (2015)                                             | • Vice-versa 2 (2024) |  |
| Vaiana, la Légende du bout du monde (2016)                    | • Vaiana 2 (2024) |  |